# Max Starks
Max Starks (født 10. januar 1982) er en professionel amerikansk fodbold-spiller fra USA, der spiller for det professionelle NFL-hold Arizona Cardinals. Han spiller positionen tackle.